# Эскандарян, Андраник
Андраник Эскандарян (род. 31 декабря 1951, Тегеран) — иранский футболист армянского происхождения. Он играл на позиции защитника за «Арарат Тегеран», «Эстегляль» и «Нью-Йорк Космос» из Североамериканской футбольной лиги.

## Биография
Он выиграл иранскую лигу в 1975 году и занял второе место годом ранее. Кроме того, в 1977 году он выиграл кубок Ирана по футболу.
Эскандарян был членом иранской сборной на победном Кубке Азии 1976 года в Тегеране и вышел в четвертьфинал олимпийского турнира в Монреале в 1976 году. Он также играл за Иран на чемпионате мира 1978 года.
Вскоре после этого он переехал в США, чтобы играть за самую титулованную команду в стране, «Нью-Йорк Космос», начиная с 1979 года. После того, как «Космос» был расформирован в 1984 году, Эскандарян полсезона играл за «Нью-Йорк Экспресс» в MISL. С 1989 по 1990 год он играл за «Нью-Джерси Иглз» из Американской футбольной лиги.
Он является отцом бывшего игрока MLS Алеко Эскандаряна. Андраник стал гражданином США в 1984 году и в настоящее время владеет и управляет двумя спортивными магазинами в Нью-Джерси.